# Telipna ugandae
Telipna ugandae är en fjärilsart som beskrevs av George Thomas Bethune-Baker 1926. Telipna ugandae ingår i släktet Telipna och familjen juvelvingar. Inga underarter finns listade i Catalogue of Life.